# Achille Schelstraete
Achille Schelstraete (Dendermonde, 31 januari 1897 - Ieper, 4 december 1937) was een Belgisch voetballer die speelde als middenvelder. Hij voetbalde in de Eerste klasse bij Cercle Brugge en speelde zeven interlandwedstrijden met het Belgisch voetbalelftal.

## Loopbaan
Schelstraete sloot zich als jeugdspeler aan bij Cercle Brugge en doorliep er de jeugdreeksen. Hij debuteerde begin 1914 als middenvelder in het eerste elftal van de ploeg die op dat moment in de Eerste klasse speelde. Schelstraete speelde dat seizoen nog drie wedstrijden en eindigde met de ploeg op de derde plaats. Zijn voetbalcarrière werd echter onderbroken doordat dat jaar de Eerste Wereldoorlog uitbrak.
Na de hervatting van de voetbalcompetitie in 1919 verwierf hij een vaste basisplaats in het eerste elftal. De eerste jaren eindigde Cercle Brugge in de subtop van de eindrangschikking en in 1923 en 1924 werd telkens een derde plaats behaald.
In 1923 en 1924 speelde Schelstraete zeven wedstrijden met het Belgisch elftal. Hij scoorde hierbij één doelpunt, in de thuiswedstrijd op 1 november 1923 tegen Engeland. Schelstraete nam met de nationale voetbalploeg deel aan de Olympische Zomerspelen 1924 in Parijs en speelde er één wedstrijd.
Achille Schelstraete speelde de laatste twee seizoenen niet meer en verliet de vereniging in 1926. Hij speelde in totaal 124 competitiewedstrijden voor Cercle Brugge en scoorde hierbij 13 doelpunten. Hij trok naar Kortrijk Sport dat in de Derde klasse speelde als speler-trainer en werd meteen kampioen. Het seizoen erna degradeerde de ploeg terug naar de Derde klasse.Hij bleef er tot 1931 als speler-trainer.
Hij overleed zes jaar later op 40-jarige leeftijd.